# Paul Prill

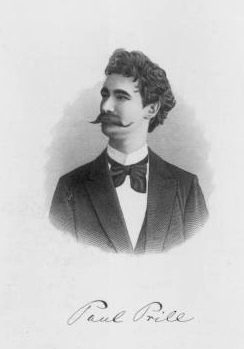
Paul Prill

Paul Prill (* 1. Oktober 1860 in Berlin; † 21. Dezember 1930 in Bremen) war ein deutscher Violoncellist und Dirigent. Paul Prill war der Bruder des Violinisten Karl Prill und des Flötisten Emil Prill. Paul Prills Tochter Isolde Paris war Schauspielerin; deren Sohn Herbert Paris (1909–85) war langjähriger Intendant der Hamburgischen Staatsoper.
Prill besuchte ab 1879 die Königliche Hochschule für Musik und die akademische Meisterklasse Woldemar Bargiels in Berlin. 1882 bis 1885 war er Solocellist im Orchester Benjamin Bilses in Berlin, von 1886 bis 1889 Kapellmeister in Rotterdam, von 1889 bis 1892 in Hamburg, von 1892 bis 1901 in Nürnberg und von 1901 bis 1906 in Schwerin. Von 1906 bis 1908 war Prill Dirigent des Berliner Mozart-Orchesters und von 1908 bis 1915 des Münchener Konzertverein-Orchesters. Daran anschließend wirkte er bis 1927 als städtischer Kapellmeister in Cottbus.